# Dietmar Woidke
Dietmar Woidke (nacido el 22 de octubre de 1961 en Forst, antigua República Democrática Alemana) es un político alemán del Partido Socialdemócrata de Alemania. Desde el 28 de agosto de 2013, ejerce como ministro-presidente del estado federado de Brandeburgo.

## Biografía

### Formación y carrera profesional
Woidke creció en Naundorf, cerca de Forst (Lausitz), en una familia dedicada a la agricultura. Estudió ingeniería agrícola en la Universidad Humboldt de Berlín, donde obtuvo el doctorado con una tesis sobre alimentación animal. Entre 1980 y 1982, cumplió el servicio militar en el Ejército Popular Nacional de la RDA. Tras la reunificación alemana, trabajó en una empresa de piensos en Baviera y posteriormente dirigió la Oficina de Agricultura y Medio Ambiente en el distrito de Forst.

### Trayectoria política

#### Estatal
Afiliado al SPD desde 1993, Dietmar Woidke fue elegido miembro del Landtag de Brandeburgo en 1994, representando inicialmente al distrito de Spree-Neiße II. Desde entonces, ha ocupado diversos cargos dentro del gobierno estatal de Brandeburgo durante el mandato del ministro-presidente socialdemócrata Matthias Platzeck. Entre 2004 y 2009, desempeñó el cargo de Ministro de Desarrollo Rural, Medio Ambiente y Protección del Consumidor. Posteriormente, en 2009, asumió brevemente la presidencia del grupo parlamentario del SPD en el Landtag, cargo que ejerció durante un año antes de reincorporarse al gobierno estatal como Ministro del Interior, función que desempeñó hasta su elección como Ministro-Presidente en 2013.
Tras la dimisión de Platzeck por motivos de salud, Woidke fue elegido Ministro-Presidente de Brandeburgo en agosto de 2013. Un año después, enfrentó las elecciones estatales de 2014, en las que el SPD logró mantenerse como la fuerza más votada, aunque con el peor resultado hasta ese momento para el partido en el estado desde la reunificación alemana. A pesar de ello, logró renovar la coalición con Die Linke y fue reelegido el 5 de diciembre de 2014 con 47 votos a favor, 40 en contra y una abstención.
En las elecciones estatales de 2019, el SPD empeoró su mal resultado histórico en Brandeburgo y perdió la mayoría parlamentaria que mantenía con Die Linke. Esto generó especulaciones sobre una posible dimisión de Woidke, aunque esa misma noche anunció su intención de buscar la formación de una nueva coalición. Tras conversaciones con todos los partidos parlamentarios, con excepción de la ultraderechista AfD, el SPD optó por formar una coalición tripartita con la CDU y B'90/Die Grünen. El 20 de noviembre de 2019, Woidke fue reelegido por el Parlamento con 47 votos a favor, 37 en contra y 3 abstenciones.
En las elecciones de 2024, las encuestas anticipaban una posible pérdida de la primera posición para el SPD, situándolo incluso en tercer lugar. Ante esta situación, Woidke declaró que dimitiría como Ministro-Presidente si su partido no obtenía la mayoría relativa de votos. Durante la recta final de la campaña, las encuestas mostraron un estrecho margen entre el SPD y la AfD. Finalmente, el SPD logró mantener la primera posición, superando a la AfD por menos de dos puntos porcentuales.
La formación de gobierno posterior fue complicada, ya que tanto la CDU como Los Verdes, socios en la coalición saliente, sufrieron importantes retrocesos. Los Verdes no alcanzaron el umbral para entrar al parlamento y la CDU perdió tres escaños. Además, Die Linke tampoco logró representación parlamentaria. Ante este panorama, la única coalición viable para la reelección de Woidke fue con la Alianza Sahra Wagenknecht, una nueva formación de orientación populista y crítica con las posiciones tradicionales del SPD en política exterior. Tras intensas negociaciones, ambas formaciones alcanzaron un acuerdo de gobierno y Woidke fue reelegido Ministro-Presidente el 11 de diciembre de 2024.

#### Federal
Ha participado en negociaciones para formar coaliciones federales en 2013, 2017 y 2021, especialmente en áreas de política energética y económica. En 2020, contribuyó a la elección de Ines Härtel como la primera jueza del Tribunal Constitucional Federal originaria de Alemania Oriental.

## Vida personal
Woidke está casado en segundas nupcias y tiene una hija. Reside en Forst (Lausitz).